# Lepidochrysops dollmani
Lepidochrysops dollmani är en fjärilsart som beskrevs av George Thomas Bethune-Baker 1922. Lepidochrysops dollmani ingår i släktet Lepidochrysops och familjen juvelvingar. Inga underarter finns listade i Catalogue of Life.